# Dorcadion merkli
Dorcadion merkli är en skalbaggsart som beskrevs av Ludwig Ganglbauer 1884. Dorcadion merkli ingår i släktet Dorcadion och familjen långhorningar. Inga underarter finns listade i Catalogue of Life.